# 国泰寺 (北海道厚岸町)
国泰寺（こくたいじ）は、北海道厚岸郡厚岸町（創建時は釧路国）のバラサン岬に所在する臨済宗南禅寺派の仏教寺院。山号は景運山。国の史跡に指定されている。

## 歴史
文化元年（1804年）の建立。同年にかけて、享和2年（1802年）から、江戸幕府が蝦夷地政策（東蝦夷地の警備など）の目的で整備した蝦夷三官寺の一つ（他の二寺は胆振国有珠郡の善光寺、日高国様似郡の等澍院）。当時、中部千島以北にはロシア帝国が進出しており、現地のアイヌに対してキリスト教を布教していた。これを憂慮した江戸幕府は、将軍徳川家斉の命によって国泰寺の建立がなされることとなった。アイヌへの仏教普及や、蝦夷地で死んだ和人の葬儀を担った。
寺は鎌倉の金地院の末で、記録によれば、その活動範囲は「トカチ、クスリ、アッケシ、ネモロ、クナシリ、エトロフ」の6箇所とされる。それぞれ、十勝、釧路、厚岸、根室、国後島、択捉島と考えられるが、当時の「厚岸」の範囲がどの程度のものであったかについては未詳である。初代住職には、相模国津久井郡青山村光明寺の文翁が任命された。
寺には、山門や東面する本堂のほか、天保6年（1835年）の観音石仏、天保13年（1842年）建立の仏舎利塔、歴代住職の墓所があるほか、東方の丘の上には竜王殿、馬頭観音堂、最上徳内建立の神明社跡（のちの厚岸神社）などがある。
1973年（昭和48年10月29日）、国の史跡に指定された。
現在はサクラの名所としても知られる（後述）。

## 日鑑記
『日鑑記』は、国泰寺の歴代住職が綴った日誌で、東蝦夷地の歴史を明らかにするための重要な史料であり、『蝦夷三官寺国泰寺関係資料』として国の重要文化財にも指定されている 。1804年から1863年に書かれた36冊が現存しており、アイヌの暮らしぶり、地震・津波の発生、異国船の来航などが記されている。

## アイヌ民族弔魂碑

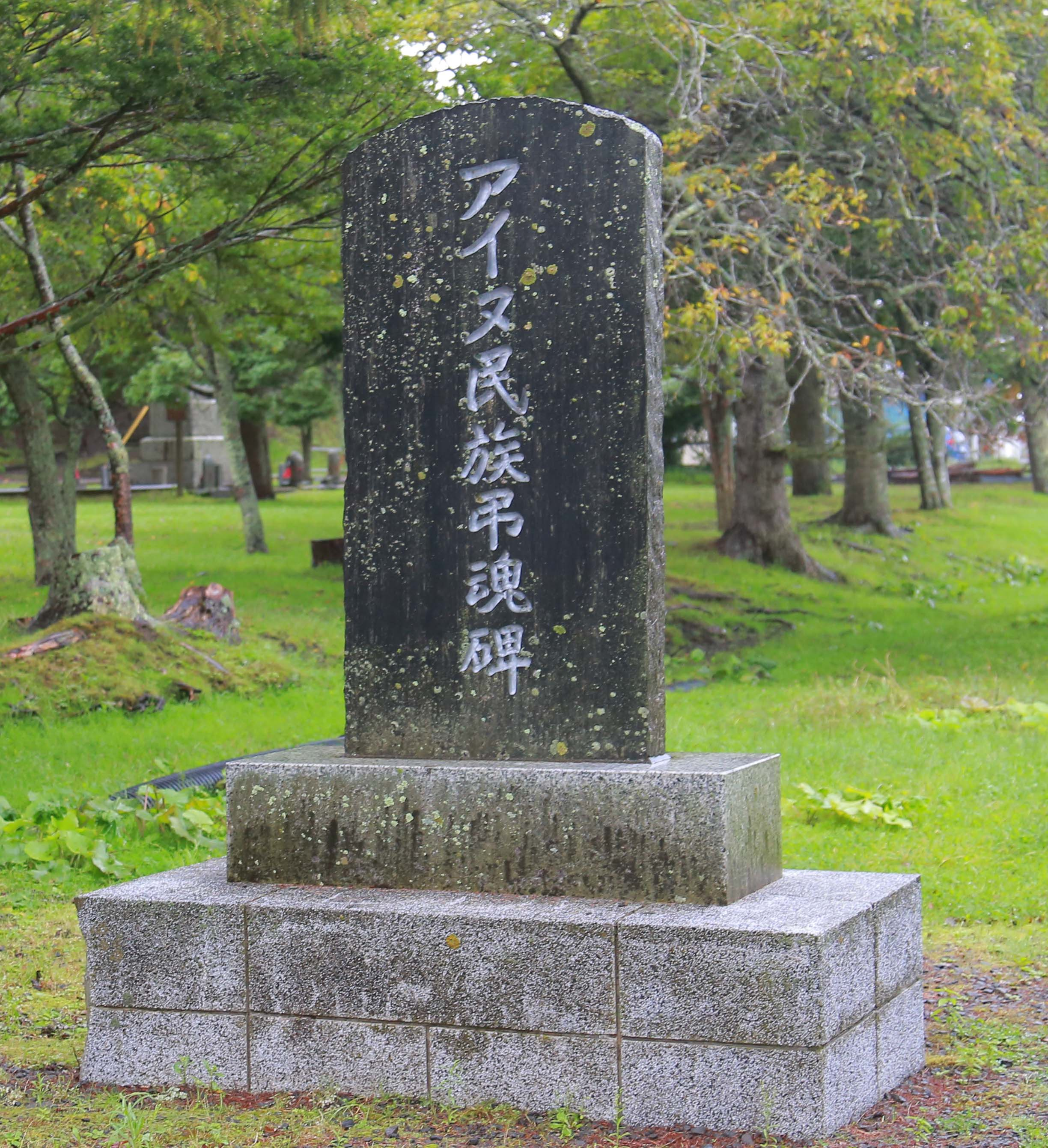
アイヌ民族弔魂碑（厚岸＿国泰寺）

弔魂碑は国泰寺入り口付近に建てられており、その裏には、次のように書かれている。
弔魂のことば　

由来厚岸は美しい自然と資源に恵まれ　あなた方の楽土であった。
然るにその後進出した和人支配勢力の飽くなき我欲により財宝を奪われ
加えて苛酷な労働のために一命を失うものさえ少なくなかったと聞く。けだし感無量である。
我等はいま先人に代わって　過去一切の非道を深くおわびすると共に
その霊を慰めんがため　このたび心ある人びとと相計り
東蝦夷発祥のこの地へ　うら盆に弔魂の碑を建てる。

　　　　　一九七七年八月一五日　　　　アイヌ民族弔魂碑建立委員会

## 文化財

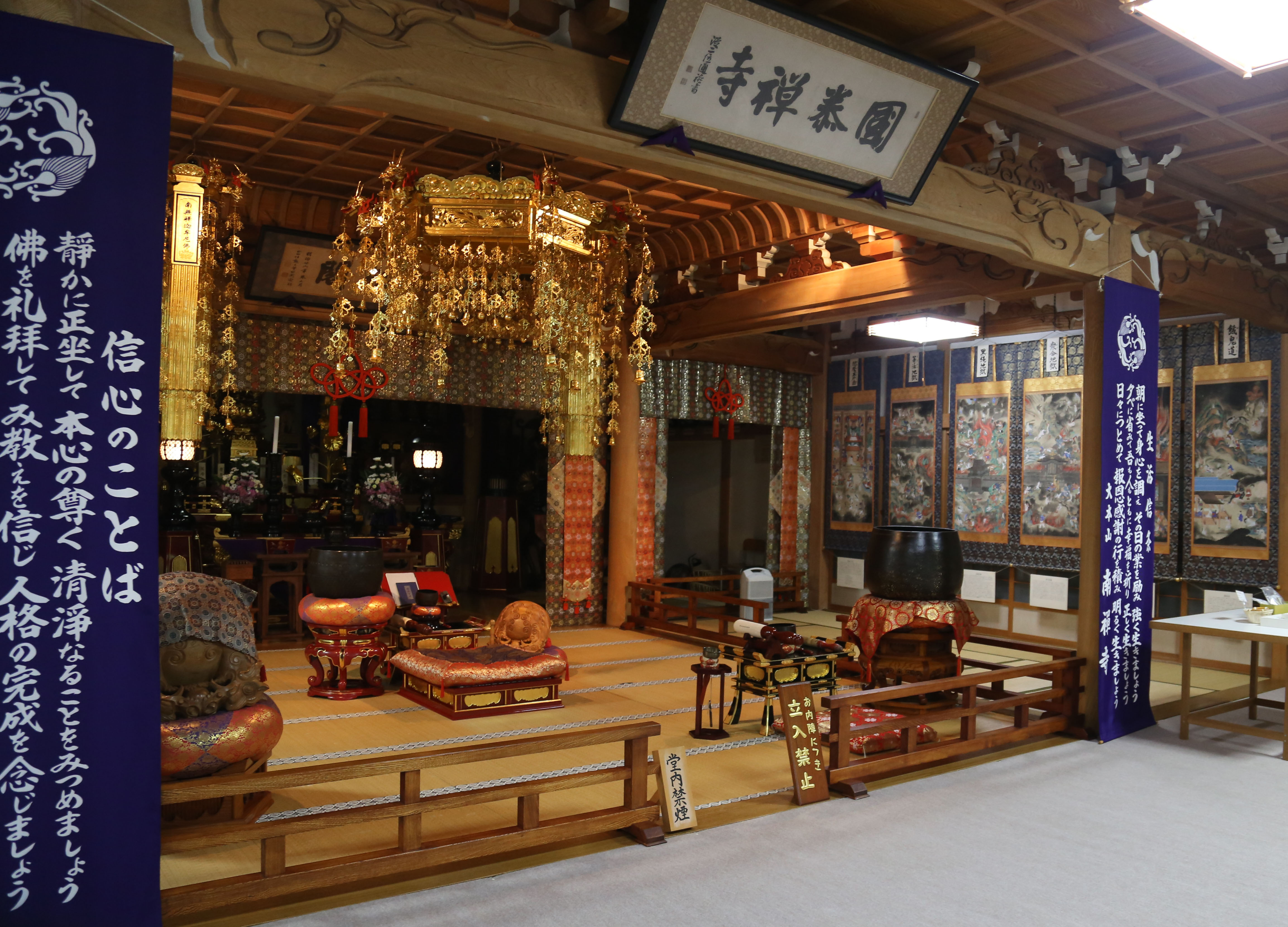
国泰寺本堂 地獄極楽絵巻（厚岸）

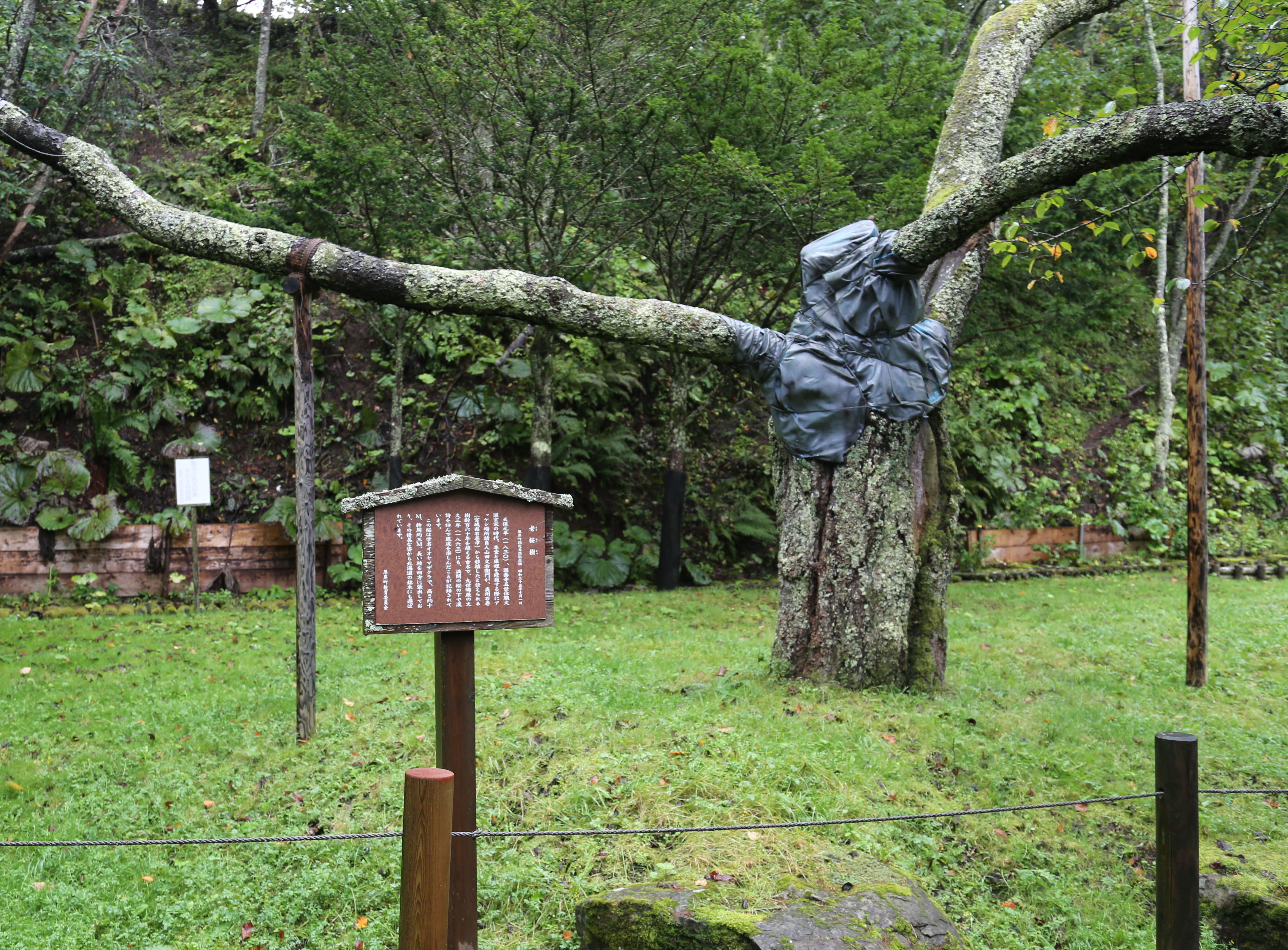
秋の老桜樹（国泰寺）

史跡（国指定）
- 国泰寺跡[3]

重要文化財
- 蝦夷三官寺国泰寺関係資料[6]
  - 文書・記録類 292点
  - 経典類 525点
  - 器物類 12点

厚岸町指定有形文化財
- 国泰寺什器書画古文書
  - 地獄極楽図 15幅（拝観可）

厚岸町指定天然記念物
- 老桜樹

1830年（天保元年）、国泰寺の本堂と庫裡を修復する際に、当時のアッケシ場所請負人である山田文右衛門が奥州石巻（現在の宮城県石巻市）からオオヤマザクラを移植したと伝えられる古木である。高さ約10m、幹周約3m。樹齢180年を超える。春には淡紅色に咲いた老桜樹を境内にて観賞できる。

## 交通アクセス
- くしろバス国泰寺線[8] 国泰寺前バス停下車